# Waran szmaragdowozielony
Waran szmaragdowozielony, waran szmaragdowy (Varanus prasinus) – gatunek gada z rodziny waranowatych (Varanidae). Występuje na Nowej Gwinei i sąsiednich wyspach, w tym Wyspach w Cieśninie Torresa. Stwierdzenia z północnej Australii dotyczyły w rzeczywistości innego, blisko spokrewnionego gatunku – Varanus keithhornei, i jak dotąd nie ma dowodów na to, że waran szmaragdowozielony w Australii występuje.
Varanus prasinus prezentowany jest w ogrodzie zoologicznym w Warszawie.

## Wygląd
Skóra tego gada ma barwę jednolicie zieloną, niekiedy od strony brzusznej z czarnymi, nieregularnymi plamami. Zwierzę posiada długie kończyny i ogon, małą głowę i smukły tułów. Najdłuższy odnotowany osobnik mierzył 84,5 cm.

## Tryb życia
Środowisko życia stanowią namorzyny, lasy deszczowe i palmowe, bagna namorzynowe i plantacje kakaowca. Żołądki 29 okazów muzealnych zawierały w większości (32 z 47 okazów) pasikonikowate, prócz tego 3 larwy chrząszczy, 3 nieoznaczone owady, 2 inne prostoskrzydłe, 2 karaczany, żuka, stonogę, pająka, patyczaka i jednego gryzonia (prawdopodobnie Paramelomys moncktoni). Przypuszczalnie w naturze nie żywi się pokarmem roślinnym, jednak w niewoli zjada banany.